# Alice B. Toklas

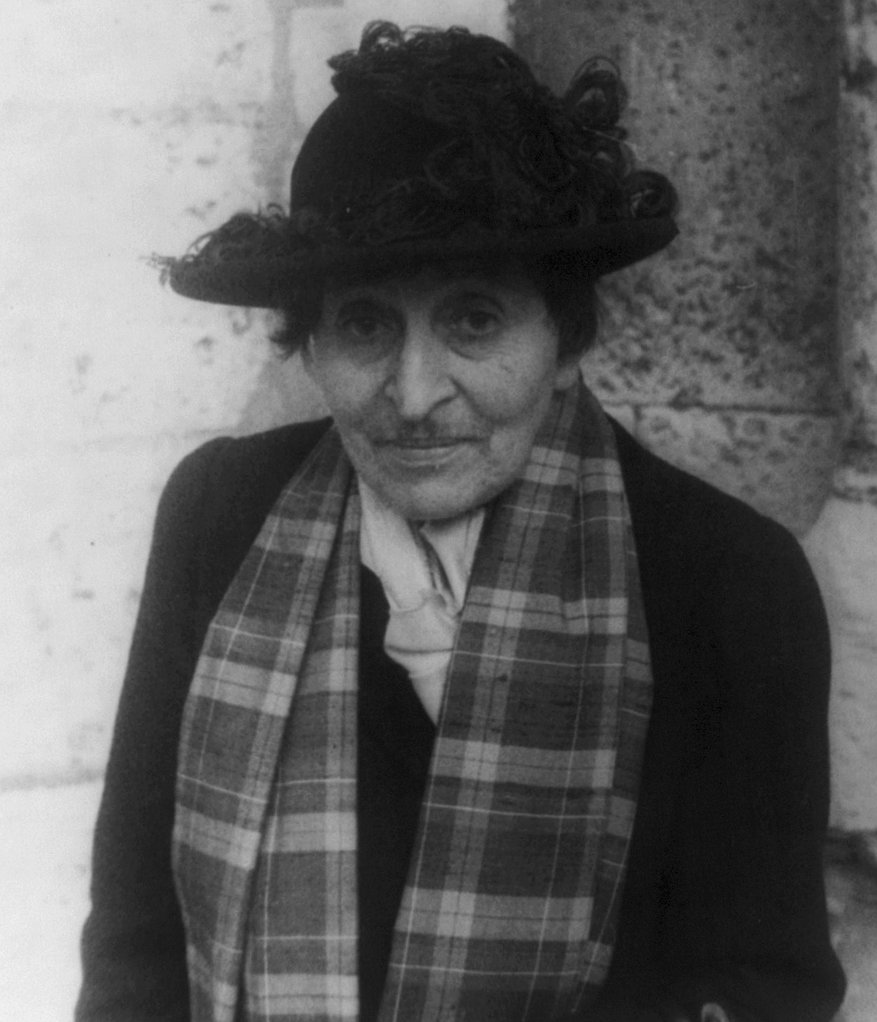
Alice B. Toklas 1949
Fotografie von Carl Van Vechten, aus der Van Vechten Collection der Library of Congress

Alice Babette Toklas (* 30. April 1877 in San Francisco; † 7. März 1967 in Paris) war eine US-amerikanische Autorin. Sie war die Lebensgefährtin und Sekretärin der Schriftstellerin und Kunstsammlerin Gertrude Stein.

## Leben
Alice B. Toklas kam aus einer bürgerlichen jüdischen Familie aus Kalifornien. Sie erhielt ihre Ausbildung an öffentlichen Schulen und der Universität von Washington, wo sie Musik studierte.

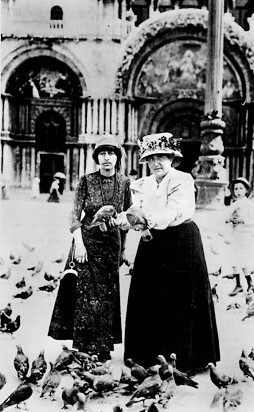
Alice B. Toklas und Gertrude Stein 1908 in Venedig

1907 reiste Toklas nach Paris, wo sie Gertrude Stein kennenlernte. Zwei Jahre später zog sie in die von Gertrude und deren Bruder, Leo Stein, gemeinsam bewohnte Wohnung in der 27 rue de Fleurus, die zugleich als Salon und privates Kunstmuseum diente und viele Künstler wie Picasso und Henri Matisse sowie Literaten wie Apollinaire, Sherwood Anderson und Ernest Hemingway als Treffpunkt anzog. Toklas wurde Gertrude Steins Geliebte, Köchin, Sekretärin, Muse, Herausgeberin und Kritikerin. Sie hielt sich stets im Hintergrund, lebte im Schatten von Stein. Bekanntheit erreichte sie im Jahr 1933, als Steins Memoiren, The Autobiography of Alice B. Toklas, veröffentlicht wurde, die Stein aus der Sicht von Toklas schildern.
Nachdem Leo Stein aus Protest gegen die „menage à trois“ und die schriftstellerische Tätigkeit seiner Schwester 1913 den Haushalt verlassen hatte, leiteten die beiden Frauen den Salon allein weiter.
Das Paar lebte bis zu Gertrude Steins Tod im Jahr 1946 zusammen. Toklas begann in der rue Christine 5, die beide nach Kündigung der Wohnung in der rue de Fleurus 1938 bezogen hatten, ihre eigene Karriere mit dem Verfassen von Kochbüchern. Sie hatte bereits lange Zeit Rezepte gesammelt. 1954 veröffentlichte sie The Alice B. Toklas Cookbook sowie 1958 Aromas and Flavors of Past and Present. Ein vermutlich von einem Freund vorgeschlagenes Rezept im Cookbook ist ein Karamellbonbon mit Haschisch (hashish fudge), das in der Erstauflage in den USA nicht veröffentlicht werden durfte und erst in der britischen Ausgabe erschien. Das Buch hatte viel Erfolg und wird bis in die Gegenwart nachgedruckt. Toklas’ Memoiren What is Remembered erschienen im Jahr 1963. Toklas lebte 21 Jahre länger als Stein, doch ihr Buch endete mit Steins Tod.
Gertrude Stein hatte Alice B. Toklas gemeinsam mit ihrem Neffen Allan Stein zur Nachlassverwalterin bestimmt, da sie sich um die Drucklegung bisher unveröffentlichter Manuskripte kümmern sollte. Toklas zog sich aber im September 1946 von der Nachlassverwaltung zurück. Sie sollte laut Steins Vermächtnis durch den Verkauf von Bildern Zuwendungen zu ihrem Lebensunterhalt bekommen. Nach Allan Steins Tod im Jahr 1951 erwirkte dessen Frau Robina jedoch ein Gerichtsurteil, das ihr die verbliebenen Bilder aus der rue Christine zusprach. 1964 wurde Toklas die Wohnung gekündigt, und sie zog um in die rue de la Convention, wo sie ihre letzten Lebensjahre in Armut verbrachte.
Im Jahr 1957 trat Toklas zum katholischen Glauben über, der Grund war ihre Vorstellung, sie werde dann im Himmelreich mit Gertrude Stein vereint.
Alice B. Toklas ist zusammen mit Gertrude Stein auf dem Friedhof Père-Lachaise in Paris beerdigt. Ihr Name findet sich in goldenen Buchstaben eingefügt auf der Rückseite von Steins Grabstein.

## Werk
- Alice B. Toklas: A New French Style: Eight Models from Pierre Balmain. Mit Illustrationen von René Gruau. Jean Cres, Paris 1946.
- Alice B. Toklas: The Alice B. Toklas Cookbook. Harper & Bros 1954;
Neuauflage bei Lyons Press, New York 1998, ISBN 1-55821-754-1;

deutsch: Das Alice B. Toklas Kochbuch. Brinkmann & Bose, Berlin 2011, ISBN 978-3-940048-09-7.
- Alice B. Toklas: What Is Remembered. North Point Pr, Hooton, Ellesmere Port 1985, ISBN 0-86547-180-0.

## Filme
I Love You, Alice B. Toklas (dt. Lass mich küssen deinen Schmetterling) ist eine amerikanische Filmkomödie aus dem Jahr 1968 mit Peter Sellers in der Hauptrolle. Die Protagonistin Nancy backt ihrem Freund Harold – nach einem Rezept aus Alice B. Toklas’ Kochbuch – Haschplätzchen. Fortan ändert sich sein Leben.
In dem Kurzfilm Déjeuner chez Gertrude Stein (2013) von Isabelle Prim spielt der französische Chansonsänger Christophe die Rolle der Alice Toklas.